# Africaspis rotundiloba
Africaspis rotundiloba är en insektsart som först beskrevs av Robert Malcolm Laing 1929.  Africaspis rotundiloba ingår i släktet Africaspis och familjen pansarsköldlöss. Inga underarter finns listade i Catalogue of Life.